# Le avventure del bosco piccolo
Le avventure del bosco piccolo (The Animals of Farthing Wood) è un cartone animato frutto della collaborazione tra lo studio inglese Telemagination e quello francese La Fabrique per conto dell'Unione europea di radiodiffusione e come tale fu trasmesso da molte televisioni affiliate; in Italia la Rai lo mandò in onda la prima volta nel 1993 prima col titolo Volpe, tasso e compagnia poi con quello nuovo. Tratto dalla serie di libri The Animals of Farthing Wood di Colin Dann, il cartone ha riscosso grande successo ed è stato tradotto in molte lingue.

## Trama

### Prima stagione
La storia racconta le molteplici avventure e disavventure di una numerosa compagnia di animali, dal momento in cui sono costretti ad abbandonare il loro bosco d'origine per colpa delle attività umane. Infatti, oltre alla caccia e in seguito alla crescente urbanizzazione, le ruspe e le escavatrici degli uomini arrivano fino al bosco a riempire lo stagno di calcinacci e residui di cantiere. La trasformazione in discarica dell'unica riserva d'acqua per le creature della zona compromette definitivamente la sopravvivenza di tutti; così gli animali decidono di aggregarsi per mettersi in viaggio tutti insieme verso la riserva naturale "Il Parco del Daino Bianco", dove sperano di trovare una vita migliore e di cui solo il Rospo conosce la strada. Per riuscire tutti nell'impresa, ognuno presta il Gran Giuramento di mutua protezione, impegnandosi solennemente a non mangiare nessuna delle creature del gruppo e a collaborare con gli altri lungo il cammino. La Volpe viene nominata capo della compagnia. Durante questa incredibile migrazione gli animali conosceranno pericoli, difficoltà e privazioni di ogni genere, quasi sempre per colpa dell'uomo, e perfino contrasti nel gruppo. Il travagliato cammino li cambierà profondamente, e molti moriranno nel tragitto, ma la maggior parte raggiungerà la destinazione.

### Seconda stagione
La storia riparte da dove si era fermata, il giorno dell'arrivo al parco. Al termine del viaggio, per i superstiti arrivati in questa nuova terra le avventure non sono finite, ma proseguono in questa seconda stagione della serie, in cui dovranno vedersela con accese rivalità territoriali createsi con il branco di volpi argentate (nella serie TV, vengono chiamate "volpi blu"), specie autoctona della riserva, capitanate da Sfregiato, e con altri ostacoli come l'inverno e i bracconieri, che verranno superati grazie al giuramento di mutua protezione.

### Terza stagione
Nella terza stagione, invece, a causare nuovi guai sarà un'invasione di ratti malvagi e l'ascesa alla sovranità della riserva di un esemplare di daino dispotico ed egoista, succeduto al defunto Daino Bianco, il vecchio punto di riferimento per tutte le creature del parco.

## Personaggi

### Principali
- Volpe (stagioni 1-3), un maschio di volpe rossa e il protagonista della prima e della seconda stagione, è il coraggioso ed eroico capo morale degli animali di Farthing. Un leader nato, non esita mai a esporsi in prima persona davanti al pericolo per proteggere i più deboli. Come protagonista, Volpe vedrà l'arrivo dei suoi amici al Parco del Daino Bianco alla fine della prima stagione, l'equilibrio stabilitosi tra loro e gli altri animali della riserva alla fine della seconda e, nel finale della terza, la pace definitiva per i suoi discendenti e quelli degli altri animali del gruppo. È l'unico personaggio ad apparire in tutti e 39 gli episodi.
- Volpina (stagioni 1-3), femmina di volpe rossa, si unisce in seguito al gruppo, dopo aver conosciuto Volpe di cui diventa la fedele compagna. Dotata di gran comprensione e spirito di squadra, è spesso consultata da Volpe quando bisogna prendere decisioni per il gruppo. È anche molto altruista, e ha sempre delle parole gentili per i compagni più deboli. È inoltre la narratrice nella terza stagione. Nella seconda stagione, lei e Volpe hanno 4 cuccioli.
- Tasso (stagioni 1-2), l'anziano sapiente del gruppo, è il consigliere di Volpe e grande amico di Talpa. Prende anche temporaneamente il ruolo di capo durante l'assenza di Volpe. Muore di vecchiaia nel corso della seconda serie. Nei libri invece sopravvive fino alla fine. È lui il narratore della prima stagione (tasso comune).
- Talpa (stagioni 1-2), il piccolo e timoroso amico di Tasso, sulle cui spalle si fa spesso trasportare. È molto goloso di vermi ed un abile scavatore. Muore nel Parco del Daino Bianco durante il primo rigido inverno della seconda stagione, lasciando però dei discendenti, tra cui il figlio Muschio, che prenderà il suo posto nel gruppo (Talpa europaea).
- Rospo (stagioni 1-3), la guida, poiché ha visto per primo il "Parco del Daino Bianco"; ciò lo rende un elemento fondamentale nel gruppo, nonostante il suo senso dell'orientamento non sempre funzioni a dovere. Esuberante e gioviale, tende a cacciarsi spesso nei guai. Nella seconda serie rischia di tornare al bosco di Farthing a causa del suo istinto verso la propria casa, come era accaduto prima dell'inizio della serie, ma alla fine riesce a restare appena trova una compagna. Nei libri, Rospo viene ucciso da Bully, ma nella serie sopravvive fino alla fine (Rospo comune).
- Gufo (stagioni 1-3), generalmente scorbutica e presuntuosa, è in realtà molto saggia e acuta. Insieme a Gheppio e agli Aironi è talvolta in volo per l'esplorazione aerea. Spesso vorrebbe sostituire Volpe nel ruolo di capo, ed è solita enunciare proverbi umani. Nella terza stagione troverà un compagno, Hollow. Nei libri, Gufo è un allocco maschio (Gufo comune).
- Gheppio, nella seconda serie verrà erroneamente rinominata Nibbio (stagioni 1-2). Esemplare femmina di Falco tinnunculus, molto utile al gruppo per le sue perlustrazioni aeree e per il suo carattere pratico e collaborativo. Arrivata al Parco del Daino Bianco, però, non riconosce e quindi uccide la topolina del bosco di Farthing restando preda dei sensi di colpa. Per motivi non specificati, scompare nella terza stagione. Nei libri non è una femmina ma un maschio.
- Vipera (stagioni 1-3), una femmina di marasso egocentrica e sarcastica, amica-nemica di Donnola nonché una presenza inquietante per i piccoli roditori del gruppo, che si diverte spesso a spaventare. Sotto sotto però non è poi così cattiva: infatti, nonostante abbia sempre in serbo parole sgradevoli per tutti, saranno le sue azioni a dimostrare più di una volta la sua lealtà al gruppo. Nell'ultimo episodio della seconda stagione uccide Sfregiato, riportando la pace all'interno del Parco del Daino Bianco. Nella terza serie farà coppia fissa con Sinuoso, che verrà poi ucciso dai ratti durante un'imboscata. Nei libri, Vipera è un maschio.
- Donnola (stagioni 1-3), scherzosa, stonata, codarda e opportunista, spesso si sente stridere la sua risata. Sempre disposta a far battibecchi, offre numerose scene comiche alla narrazione. Nella seconda stagione viene ferita e costretta da Sfregiato ad essere la sua spia, pur salvandosi vigliaccamente. Nei libri, Donnola invece è un maschio ed è uno dei più anziani del gruppo, e per questo molto rispettato. Inoltre nei libri ha un ruolo minore (donnola).
- Fischietto (stagioni 1-3), un airone che vive in una cava, ma si unisce al gruppo durante la prima stagione; è un po' imbranato in fase di atterraggio a causa di un foro di proiettile nell'ala, con il quale produce un fischio quando è in volo. È l'animale più disponibile e altruista del gruppo. Nella serie ha dei problemi in fase di atterraggio (che nei libri non ha), e spesso atterra su altri animali, in particolare Vipera.
- Svelta (stagioni 2-3), un esemplare femminile di airone cenerino del Parco del Daino Bianco. Indipendente, femminista e chiacchierona dà non poco filo da torcere al suo compagno Fischietto, che incontra all'inizio della seconda stagione. Scomparirà per la maggior parte della terza, e riapparirà solo alla fine.
- Il Daino Bianco (daino, stagioni 1-3), leggendaria creatura simbolo della riserva che porta il suo nome, è il capo del branco di cervidi che in essa vivono, nonché "guida spirituale" per tutti gli animali dell'area protetta. Sempre pronto a dispensare saggezza, il suo giudizio è insindacabile. Chiamato anche Grande Cervo, è il narratore nella seconda stagione, e morirà all'inizio della terza, avvelenato dai liquami velenosi rilasciati nel torrente del Parco. Al suo posto subentrerà il dispotico Trey e successivamente Laird.
- Sfregiato (stagione 2), è il capo delle volpi blu (Volpe argentata) residenti nel Parco. Dopo il Grande Cervo, è probabilmente l'animale più potente nella riserva. È l'acerrimo nemico degli animali di Farthing nella seconda serie, e responsabile della morte di molti di loro, tra i quali forse anche una figlia di Volpe. Col suo carattere tirannico e le sue manie di grandezza, non sopporta l'unione e l'equilibrio che regnano nel gruppo dei protagonisti. Alla fine verrà assassinato da Vipera. Nei libri lui e la sua famiglia sono volpi rosse.
- Lady Blue (stagione 2), femmina di volpe blu (Volpe argentata), è la compagna di Sfregiato e non smette mai di adorarlo. Detesta le volpi rosse, ritenendole "volgari". Essendo bellissima, è molto vanitosa, arrogante, subdola, vendicativa e piena di sé. Lei e Sfregiato hanno un numero imprecisato di figli, nati in diverse cucciolate. Due di loro vengono uccisi dal contadino di una fattoria confinante con la riserva mentre cercavano di sottrargli dei polli, che vengono poi presi da Volpe e Volpina. Questo e altri eventi, come l'assassinio di un altro figlio da parte di Vipera, alimenteranno l'odio fra i due branchi. Scompare nell'ultima stagione. Nei libri è una volpe rossa e riveste un ruolo minore.
- Ranger (stagioni 2-3), figlio di Sfregiato e Lady Blue. Al contrario dei genitori, è d'animo giusto. Si innamora di Delizia, la figlia di Volpe, e con lei instaura una relazione nonostante il disprezzo fra le loro famiglie, che lui ovviamente non condivide. Ranger è l'unica volpe blu ad apparire nella terza stagione.
- Delizia (stagioni 2-3), figlia di Volpe e Volpina. Si innamora di Ranger e, nonostante al principio sarà molto combattuta per il timore di tradire la sua famiglia e il Giuramento del bosco di Farthing, in seguito farà coppia con lui, seppure inizialmente in segreto. Avendo lo stesso carattere gentile della madre, non ama gli scontri ed è molto propensa al dialogo per risolvere le dispute. Infatti riesce a combinare un colloquio fra suo padre e Ranger come primo passo per appianare le divergenze.
- Sognatrice (stagione 2), figlia di Volpe e Volpina. Ha la testa perennemente fra le nuvole, e si allontana spesso dai fratelli. Ciò le costerà la vita: si rivelerà infatti una facile preda e come tale verrà ritrovata morta dalla famiglia. Pur non essendo confermato, il suo assassino è Sfregiato o uno dei suoi, dato che voleva ridurre il numero delle volpi rosse.
- Socievole (stagione 2-3), figlio di Volpe e Volpina. Molto servizievole e obbediente, al contrario del ribelle fratello Audace appoggia totalmente e scrupolosamente suo padre, di cui condivide le idee. Si oppone alla relazione tra Delizia e Ranger, che sarà lui a scoprire per primo. Lo si vedrà sporadicamente nella terza stagione.
- Audace (stagione 2), figlio di Volpe e Volpina. Ha un carattere molto forte, ereditato probabilmente da entrambi i genitori e che lo porta spesso a scontrarsi con il padre (che ammira e contemporaneamente critica). Dopo la morte della sorella Sognatrice, e in seguito a un litigio particolarmente acceso con Volpe, abbandona il Parco del Daino Bianco per trovare da solo la sua strada. Le amare esperienze di vita che si troverà ad affrontare lo muteranno profondamente. Dopo aver trovato una compagna, alla fine tenterà un viaggio di ritorno verso la riserva insieme a lei, ma in seguito a varie disavventure, sofferente per le ferite e la stanchezza, morirà appena fuori dai confini del parco. Suo figlio sarà il nuovo erede di Volpe. Nei libri fugge appena muore Sfregiato.
- Bisbiglio (stagione 2-3), volpe femmina, è la bellissima compagna di Audace, che conosce durante una delle sue razzie in città. Lo aiuta condividendo con lui la sua tana e aiutandolo a cacciare. Accetta di unirsi a lui solo dopo aver scoperto che è il figlio del famoso Volpe di Farthing, e quindi per assicurarsi una discendenza da quest'ultimo, ma in seguito si affezionerà sinceramente al suo compagno. Una volta incinta, convincerà Audace a ritornare al Parco per permettere alla prole di vivere al sicuro, mentre lui muore.
- Lampo (stagione 3), l'unico figlio di Audace e Bisbiglio e protagonista della terza stagione, cresciuto dal nonno Volpe. Ha una personalità simile a quella di Audace, ma a differenza di questi non ha interesse a scoprire il mondo al di fuori del Parco. È un grande amico di Dash la lepre, e spesso competono in gare di corsa, anche se la lepre vince sempre. Alla fine della terza stagione, il vecchio Volpe lo nomina suo successore. Nei libri è nipote di Audace.
- Mostro (stagioni 2-3), sciocco esemplare di donnola maschio, vive nel parco del Daino Bianco e incontra la Donnola di Farthing della quale diviene compagno. Insieme ne combineranno di tutti i colori. Risulteranno particolarmente sgraditi al daino Trey quando sarà lui la massima autorità della riserva, e questo li spingerà ad andare via per crescere in pace i loro cuccioli, Fido e Cleo. In seguito, però, faranno ritorno al Parco. Nei libri non esiste.
- Muschio (stagioni 2-3), il figlio di Talpa. Dopo la morte di questi, per non dare un dispiacere al vecchio Tasso, fingerà davanti a lui di essere suo padre, di cui prenderà il posto nel gruppo. Nella terza stagione, Muschio instaura con i due tassi Hurkel e Ombrosa una relazione simile a quella fra Talpa e Tasso. Nei libri muore.
- Bully (stagione 3), esemplare bianco di ratto, comparirà come cattivo della terza stagione durante la quale tenterà di prendere il sopravvento nella riserva capitanando un intero esercito di Ratti. Alla fine della guerra fra i Ratti e gli animali del Parco del Daino Bianco, sarà lui ad uscirne sconfitto. Nei libri viene ucciso da Volpina.
- Trey (stagione 3), daino bianco succeduto al defunto zio Grande Cervo nel ruolo di massima autorità del Parco. Si rivela però indegno del posto lasciatogli dal suo predecessore, essendo d'animo egoista e crudele, soprattutto con tutti coloro che non sono daini bianchi e favorendo, come sovrano corrotto, la permanenza del crudele Bully. Alla fine della terza stagione verrà sconfitto in duello dal fratello Laird e, spodestato, si ritirerà in esilio.
- Laird (stagione 3), nipote giusto e buono del Daino Bianco, all'opposto del fratello Trey; alla fine della terza stagione e di tutta la serie spodesterà il fratello e diventerà il nuovo capo degli animali del Parco del Daino Bianco. Nei libri non esiste.

### Secondari
- I Tritoni (stagione 1), una famiglia di tritoni composta da madre, padre e figlio, che decide di lasciare il gruppo durante le prime puntate, al fine di trovare rifugio in una palude, evitando così il lungo e pericoloso viaggio che per la carenza costante di acqua poteva esser loro fatale. Ma la palude si rivela meno sicura di quanto sembrasse, e l'intera famiglia perde la vita in un incendio (anche se la loro morte non viene mostrata). Nei libri, originariamente erano lucertole.
- Sig. e Sig.ra Fagiano (stagione 1), una coppia di Fagiani. Lui è altezzoso, saccente e costantemente preso a rimproverare la compagna che si mostra sempre servile e sottomessa. Durante il viaggio per raggiungere il Parco del Daino Bianco, la fagiana viene uccisa da un contadino quando il gruppo cerca rifugio in un granaio per la notte. Il maschio, addolorato e conscio solo in quel momento del valore della sua compagna, torna indietro alla fattoria e, vedendo la moglie che è stata spennata e arrostita, emette un grido di dolore con cui si fa notare dal contadino che uccide anche lui.
- I Ricci (stagione 1), una coppia di ricci che perdono la vita travolti da un camion nel tentativo di attraversare l'autostrada, a pochi giorni di cammino dal Parco del Daino Bianco: i due si fanno prendere dal panico e si appallottolano anziché fuggire, azione che si rivela per loro fatale.
- I Topi (stagioni 1-2), famiglia di roditori che durante il viaggio verso il Parco del Daino Bianco perdono i tre figli appena nati uccisi da Averla, un Uccello Macellaio. Giunti al parco un nuovo lutto colpisce la povera famigliola: Gheppio uccide involontariamente la femmina, non avendola riconosciuta. Le scuse sono vane, il compagno e tutti gli animali piccoli si fidano sempre meno del Giuramento e dei grandi animali. Il maschio scompare poi nella terza stagione, per motivi non precisati.
- Le Arvicole (stagioni 1-2), coppia di arvicole (madre e figlio) che arrivano incolumi al Parco del Daino Bianco, ma vengono eliminate nella seconda stagione: la prima da Sfregiato, la seconda viene trovata morta da Topo. Il maschio, dal carattere lamentoso e intollerante, è anche il portavoce degli animali di taglia più piccola ed espone spesso a Volpe e a Tasso le loro esigenze.
- I Toporagni (stagioni 1-2), una coppia di piccoli toporagni del Bosco di Farthing. Per motivi non precisati, scompaiono nella terza stagione. Sono un'aggiunta della serie TV: non esistono toporagni di Farthing nei libri.
- I Conigli (stagioni 1-3), famiglia di due genitori con due figli. Il padre è un coniglio pauroso, pieno di dubbi e ipocondriaco. La madre cerca di mantenere la calma, come può, ripetendo sempre la solita frase "Niente panico" (che dirà anche in punto di morte). Uno dei due figli viene ucciso durante il viaggio da un cacciatore di passaggio; il resto della famiglia arriva al Parco del Daino Bianco. Nel corso della seconda stagione danno alla luce un altro cucciolo, ma la madre viene poi uccisa da Sfregiato, come sua ultima vittima. Successivamente il maschio si farà una nuova famiglia.
- Le Lepri (stagioni 1-3), coppia di lepri. Utili compagni di viaggio, lui riesce appoggiando le orecchie al terreno a sentire i pericoli in avvicinamento, lei è quasi sempre impegnata a calmare la signora Coniglio. Arrivano al Parco del Daino Bianco. Anche in questo caso la femmina viene uccisa sempre da Sfregiato, non prima di aver dato due piccoli al compagno (uno di essi è Leprotto), ma poiché i due si sono stabiliti al di fuori dei confini del territorio di Farthing, Sfregiato non può essere punito per questo, anche se è ovvio che lui abbia scelto apposta la Sig.ra Lepre. Nella terza serie compariranno sia Leprotto che sua figlia Dash, la quale è l'eterna amica/rivale di Lampo e col quale spesso si ritrova a competere in gare di corsa.
- Gli Scoiattoli (stagioni 1-3), coppia di scoiattoli grigi. Spesso durante il viaggio si arrampicano sugli alberi per avere una visuale migliore, anche se Gheppio dall'alto vede di più e meglio. Arrivati al parco non sono bene accetti dagli altri scoiattoli rossi presenti nella riserva per via della differenza di colore e di taglia.
- I Cani (stagione 1): nella storia appaiono spesso anche i cani, che sono quasi sempre presentati come nemici, essendo animali al servizio dell'uomo. Nella prima stagione, infatti, Volpe e i suoi compagni dovranno più volte affrontare cani da caccia o da guardia che ostacoleranno il loro cammino. In genere non parlano, ma quando avviene mostrano una certa stupidità, dovuta al continuo stato di assoggettamento all'uomo che condiziona del tutto la loro mente. Sotto questo aspetto non fa eccezione il personaggio buono del cane Rollo, vista la sua ingenuità, rimanendo comunque l'unico cane amico dei protagonisti.
- Il Gatto (stagioni 2-3), gatto domestico del guardiacaccia. È un personaggio che pensa principalmente ai propri comodi, ma in più di un'occasione darà una mano agli animali di Farthing. In certi casi sarà però anche un nemico, soprattutto nei confronti di Gheppio, a causa di un malinteso. Infatti assalirà il rapace per vendicarsi di una precedente aggressione subita da quest'ultimo, che lo aveva attaccato solo perché pensava di dover salvare Talpa dalle sue grinfie. Il Gatto, invece, stava solo dando a Talpa delle informazioni.
- Il Corvo (stagione 2), amico di Audace, lo conosce durante il suo vagabondare per i campi. Con lui stipula un patto di reciproca assistenza e gli sarà accanto fino alla sua morte.
- Ombrosa (stagioni 2-3), un tasso femmina amica di Audace, conosciuta fuori dai confini della riserva. Lui la libera da una tagliola dei cacciatori e si aiuteranno vicendevolmente per il breve periodo nel quale si conoscono, instaurando un rapporto che ricorda molto quello fra Volpe e Tasso. Nella terza stagione si trasferisce anche lei nel parco e incontra il tasso Hurkel con il quale farà coppia fissa. Nei libri compare solo una volta, nel lasso di tempo ambientato nella seconda stagione.
- Rollo (stagioni 2-3), un cane San Bernardo, che fa compagnia ad Audace, Bisbiglio e Corvo all'interno della città. Abbastanza tontolone e maldestro, salva da due feroci cani il suo amico Audace. Nella terza stagione diverrà il protettore della famiglia di Donnole e alla fine verrà adottato dal Guardiacaccia del Parco. Nei libri compare solo una volta, nel lasso di tempo ambientato nella seconda stagione.

## Episodi
| Stagione         | Episodi | Prima TV originale | Prima TV italiana |
| ---------------- | ------- | ------------------ | ----------------- |
| Prima stagione   | 13      | 1993               | 1993              |
| Seconda stagione | 13      | 1994               | 1994              |
| Terza stagione   | 13      | 1995               | 1995              |

## Doppiaggio
| Nome del personaggio    | Doppiatore originale | Doppiatore italiano                                     |
| ----------------------- | -------------------- | ------------------------------------------------------- |
| Volpe                   | Rupert Farley        | Michele Gammino                                         |
| Tasso                   | Ron Moody            | Sandro Sardone                                          |
| Volpina                 | Stacy Jefferson      | Pinella Dragani                                         |
| Gufo                    | Sally Grace          | Alina Moradei                                           |
| Gheppio                 | Stacy Jefferson      | Rossella Acerbo (1ª voce) Federica De Bortoli (2ª voce) |
| Talpa                   | Jeremy Barrett       | Fabrizio Vidale                                         |
| Donnola                 | Sally Grace          |                                                         |
| Fischietto              | Ron Moody            | Fabrizio Manfredi                                       |
| Svelta                  | Pamela Keevilkral    | Georgia Lepore                                          |
| Delizia                 | Sally Grace          | Stella Musy                                             |
| Topolina                | Stacy Jefferson      | Isa Di Marzio                                           |
| Riccio                  | Ron Moody            | Vittorio Stagni                                         |
| Lepre                   | Rupert Farley        | Simone Mori                                             |
| Vipera                  | Sally Grace          | Ida Sansone                                             |
| Sig.ra Fagiana          | Sally Grace          | Isabella Pasanisi                                       |
| Ombrosa                 | Sally Grace          | Isabella Pasanisi                                       |
| Contadino Tom Griggs    | Ron Moody            | Sandro Iovino                                           |
| Sfregiato               | Jon Glover           | Claudio Fattoretto                                      |
| Lady Blue               | Stacy Jefferson      | Emanuela Rossi                                          |
| Ranger                  | Jon Glover           | Massimo De Ambrosis                                     |
| Daino Bianco            | Ron Moody            | Stefano Mondini                                         |
| Gatto del guardiacaccia | Jeremy Barrett       | Dario Penne                                             |

Nella versione statunitense, Volpe è doppiato dall'attore italoamericano Ralph Macchio mentre Donnola e Vipera sono doppiate da Fiona Reid.